# Museo archeologico di Candia

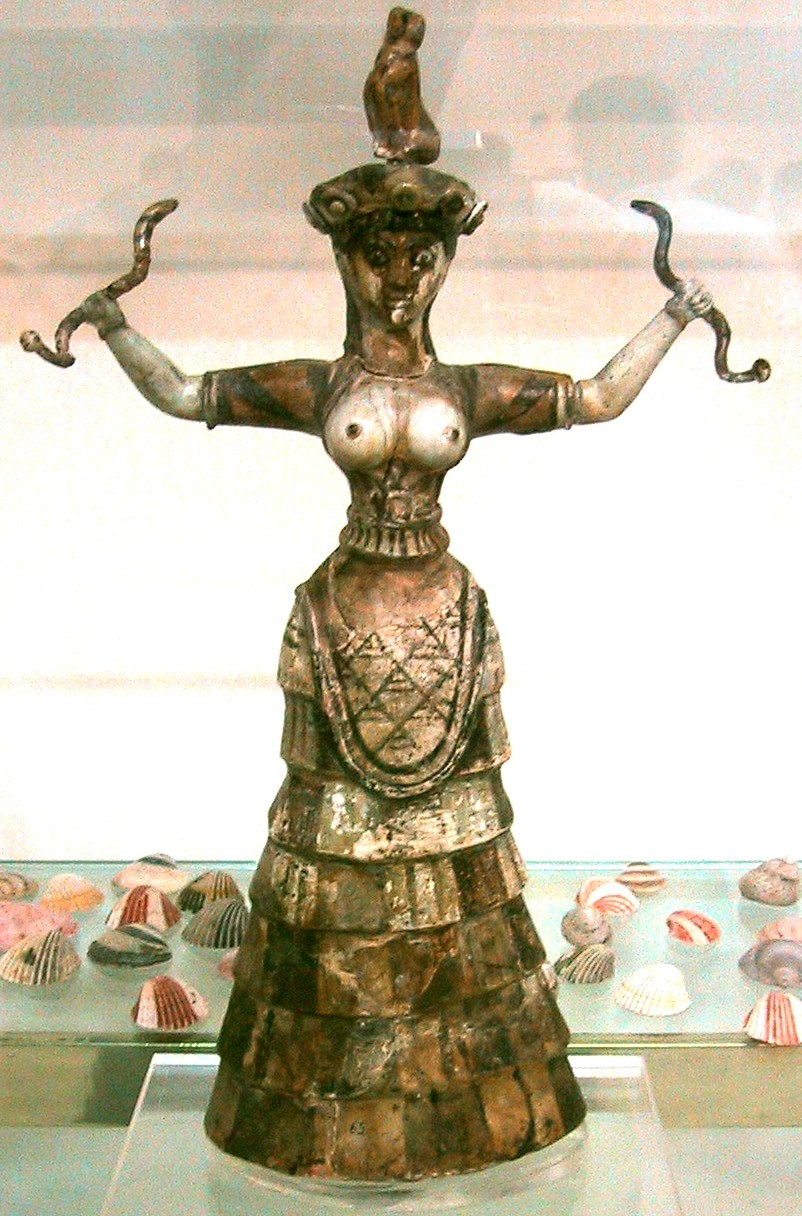
La dea dei serpenti (sala IV).

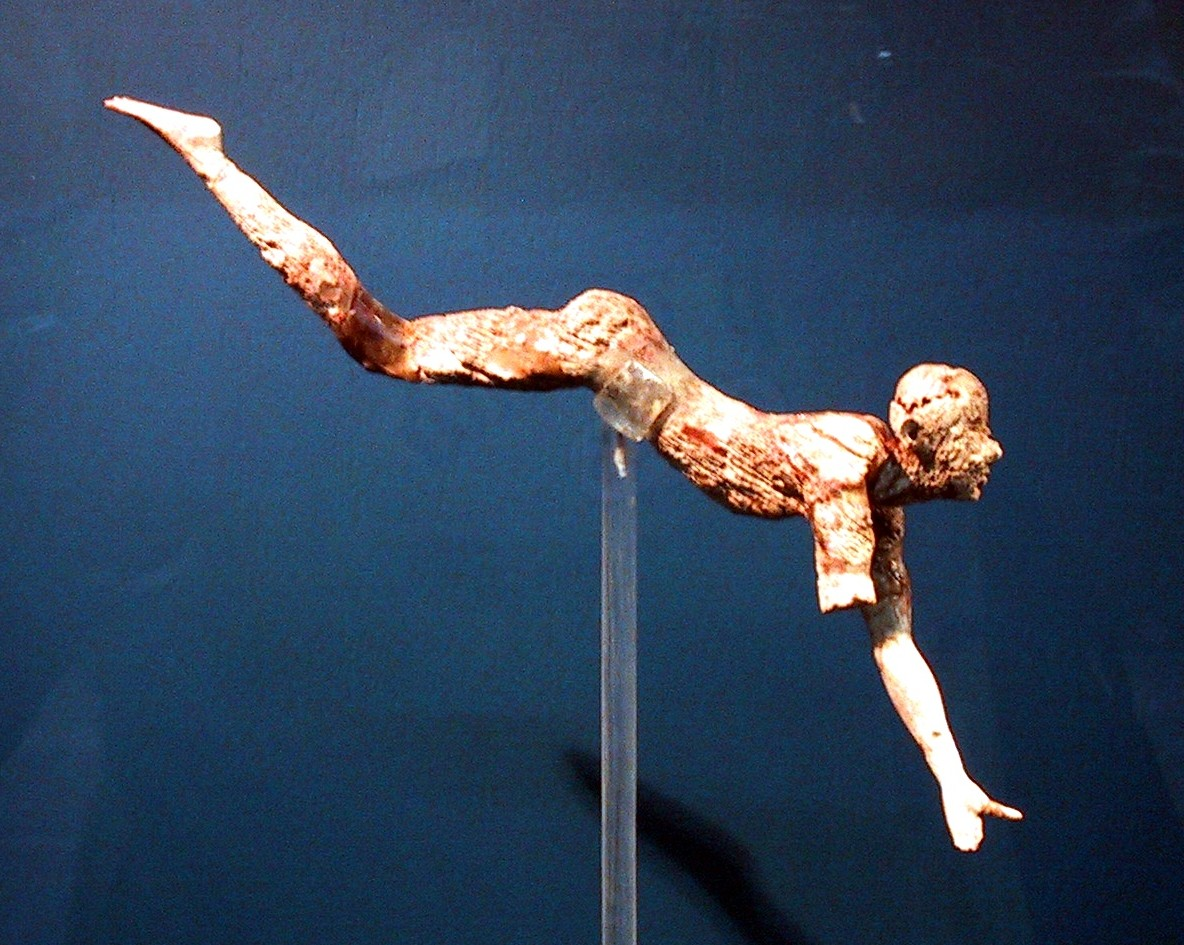
Atleta che salta sul toro (sala VI).

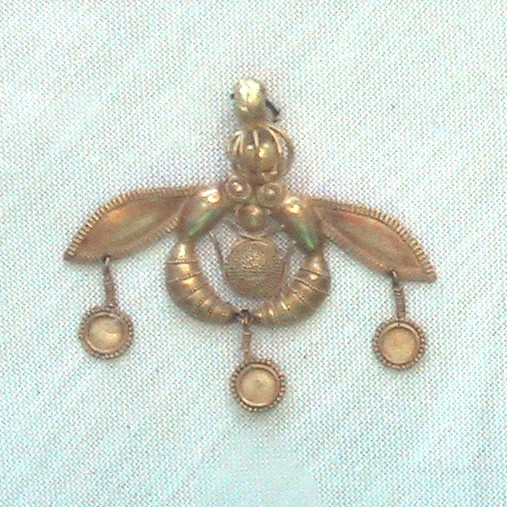
Api su una goccia di miele. Sala VII vetrina n°101.

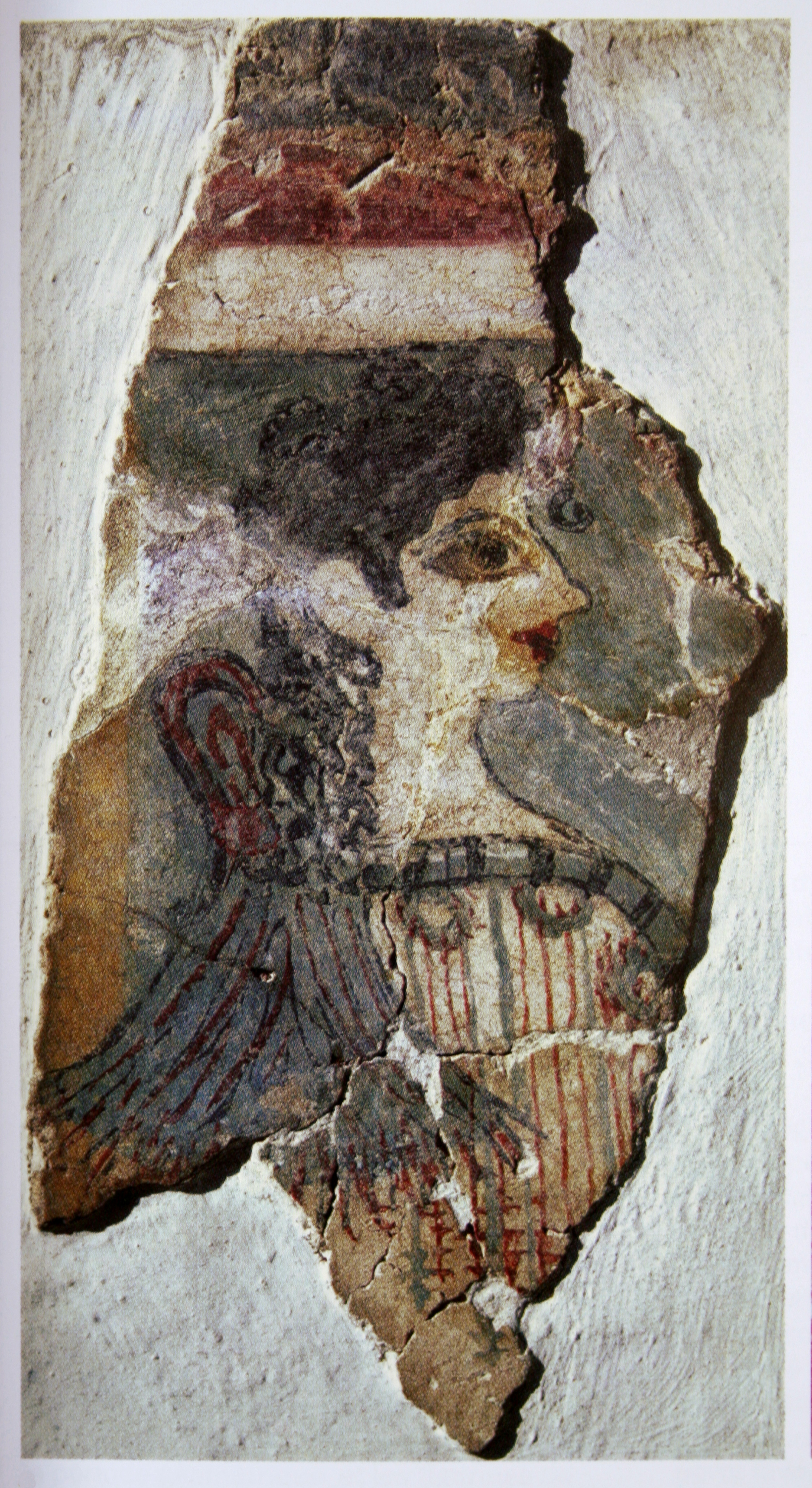
La parigina.

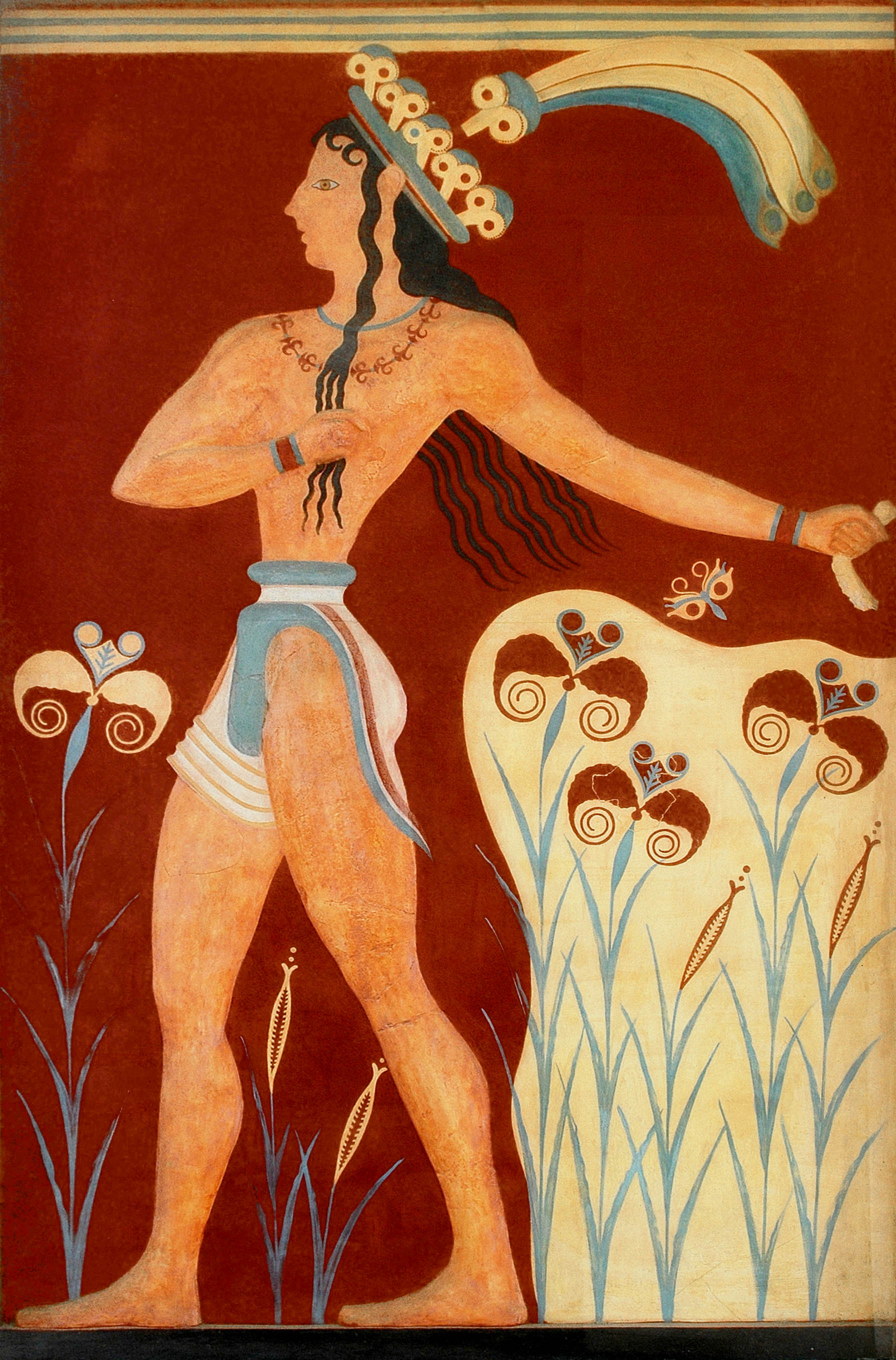
Il principe dei gigli.

Il Museo archeologico di Candia (anche Museo archeologico di Iraklio o Herakleion: in greco Αρχαιολογικό Μουσείο Ηρακλείου?, Archaiologikó Mouseío Irakleíou) è un istituto per la conoscenza della civiltà minoica, nonché uno dei più grandi e importanti musei della Grecia. Si trova in via Xanthoudidou 2, al centro della città di Candia.
Il museo fu istituito nel 1883 come semplice collezione di antichità. Un edificio apposito fu costruito dal 1904 al 1912 per l'interessamento di due archeologi cretesi, Iosif Hatzidakis e Stefanos Xanthoudidis. Dal 1937 iniziarono i lavori sull'attuale edificio, progettato, con criteri antisismici, dal celebre architetto greco Patroklos Karantinos. Il museo fu danneggiato nel corso della seconda guerra mondiale, ma la collezione sopravvisse intatta e fu nuovamente resa accessibile al pubblico dal 1952. Venne aggiunta una nuova ala nel 1964.
L'edificio conta 22 sale, disposte su due piani; Le collezioni seguono un ordine cronologico. Vi si trovano vari rythoi (vasi per libagioni usati in funzioni religiose), oltre a plastici e ricostruzioni dei principali palazzi minoici. Al secondo piano vi sono i celebri affreschi di Cnosso parzialmente ricomposti.
Il museo è stato riaperto al pubblico il 1º agosto 2013 dopo una in fase di ampliamento e ristrutturazione.

## Pianterreno

### Sala I
La prima sala è dedicata al periodo neolitico e prepalaziale. Nelle vetrine 1 e 2 sono esposti reperti provenienti da Cnosso. Nelle vetrine 3,4,6,7,9 viene presentata lo sviluppo dell'arte della ceramica dal 2800 a.C. al 1900 a.C. Rilevante la collezione di vasi provenienti dal villaggio di Basiliki dai colori nero e rosso. Nelle vetrine 17 e 18 diversi monili da Mochlo, Archanes e dalle grotte di Mesara.

### Sala II
La seconda sala è dedicata al periodo protopalaziale (2000 a.C. - 1700 a.C.). I pezzi di maggior pregio sono vasi nello stile di Kamares provenienti da Festo. Nelle vetrine n° 20, 21° e 21a trovano posto numerose idoli votivi provenienti dai santuari di montagna Nella vetrina n° 25 sono esposte tavolette rappresentanti città minoiche.

### Sala III
Il pezzo più interessante è il disco di Festo con caratteri geroglifici, esposto nella vetrina n° 51
È esposta anche una miniatura del palazzo di Knosso

### Sala IV
La quarta sala comprende reperti provenienti da Festo, Cnosso e Malia. Sono oggetti del periodo neopalaziale. Tra tutti spiccano alcuni capolavori come:
- La statuetta raffigurante la dea dei serpenti
- Il rython a forma di testa di toro, vaso di libagione in steatite nera
- Il rython a forma di leonessa.
- Atleta nell'atto di saltare sul toro

Questi quattro capolavori provengono dal palazzo di Cnosso.

### Sala V
La sala V è anch'essa dedicata al periodo neopalaziale. Fra tutti spicca il vaso con decorazioni in rilievo proveniente dalla necropoli di Katsamba. La dea dei serpenti è un simbolo della dea madre protettrice della fecondità e della maternità.

### Sala VI
Accoglie oggetti rinvenuti nella tomba di Kamilari per lo più in terracotta, fra cui fa spicco il pezzo delle cosiddette danzatrici di Kamilari. 
- Statuetta raffigurante una figura femminile che leva in alto un bambino.
- Elmo decorato con denti di cinghiale, unico nel suo genere a Creta
- Anello d'oro di Isopata

### Sala VII
Appese alle pareti tre asce bipenni provenienti da Niropu Chani.
Spiccano tre vasi di libagione provenienti da Aghia Triada: 
- il vaso dei mietitori in steatite nera, raffigurante figure in rilievo di contadini che tornano dai campi recando sulle loro spalle gli attrezzi. Precede il corteo un giovane con un bastone. Nel mezzo della squadra alcuni cantano come appare dalle loro bocche aperte. Uno di essi tiene fra le mani uno strumento musicale dell'antico Egitto. Il vaso fu creato in tre pezzi distinti che in seguito furono incollati. Il pezzo inferiore del vaso è andato perduto. Vetrina n° 94
- La cosiddetta coppa del principe raffigurante vari personaggi, tra cui un giovane con lunghissima capigliatura.
- Il rytho a forma conica con figure di lottatori in rilievo. Vetrina n° 96.

Nella vetrina 101 sono esposti lavori minuti di oreficeria. Tra questi spicca il gioiello raffigurante due api su una goccia di miele proveniente da una tomba scoperta in una grotta della necropoli di Malia.

### Sala VIII
Nella sala VIII sono esposti reperti del periodo neopalaziale (1700 a.C. 1450 a.C. provenienti dal palazzo di Kato Zakros. Tra i reperti si distinguono: 
- Vasi di stile marino tra cui un'anfora raffigurante un polipo:
- il rytho in un blocco unico di cristallo con la presa in filo di bronzo in cui sono state infilati perle di cristallo. Il pezzo è esposto nella vetrina 109.

### Sala IX
Vari oggetti provenienti da scavi effettuati nella prefettura di Lasithi, Gournià (Brocchetta di Gurnià), Pseira 
Paleocastro e Myrtos. Interessanti vasi provenienti da Paleocastro, raffiguranti varie creature marine.

### Sala X
Reperti del periodo postpalaziale che testimoniano la decadenza dell'arte minoica e la presenza della semplice decorazione lineare dei vasi, tipica del periodo geometrico dell'arte micenea. Vi si trovano numerosi idoli femminili stilizzati, dalle mani alzate ritrovate in località Gazi. Nella vetrina 140 è collocata una collezione di idoli provenienti dal santuario di Agia Triada

### Sala XI
Vi sono esposti altri oggetti del periodo postminoico e protogeometrico in cui compare per la prima volta l'uso del ferro.
- Vasi ed anfore del periodo protogeometrico nelle vetrine 156 e 157
- Idoli fittili provenienti dalla località Karfì di Lasithi tra cui spicca il rytho a forma di carro trainato da buoi nella vetrina 148.

### Sala XII
Vasi di Cnosso di colore bianco e decorazioni azzurre e rosso e ceramiche da Arkades e tavolette fittili e in bronzo tra cui spicca un albero sacro con uccelli nella vetrina 162.

### Sala XIII
La sala XIII sulla destra dell'entrata principale, espone una serie di sarcofagi in terracotta databili dal 1440 a.C. al 1000 a.C.

### Sala XIX
Oggetti del periodo arcaico VII secolo a.C. - VI secolo a.C.
- reperti dalla necropoli di Priniàs.
- sculture dai templi di Gortina
- Statue dai templi di Driros (in greco: Δήρος)
- Scudi con scene mitologiche in rilievo dalla grotta del monte Ida.

### Sala XX
Reperti del periodo ellenistico e romano.

## Primo piano

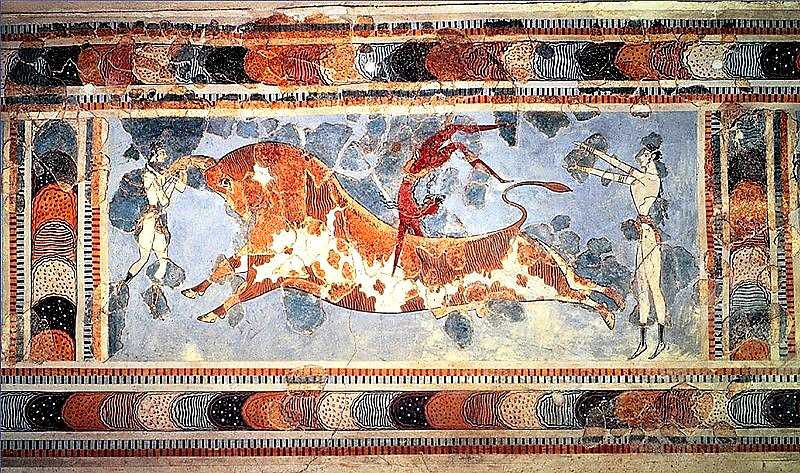
L'affresco della Tauromachia.

### Sala XIII
Grande sala in cui sono stati ricomposti gli affreschi provenienti da Cnosso. 
- Tauromachia
- Processione con musici.
- Il principe dei gigli.
- Le dame azzurre, probabili dame di corte vestite sontuosamente.
- I delfini provenienti dall'appartamento della regina.
- Al centro della sala vi è il sarcofago di Aghia Triada con rappresentazioni sui suoi quattro lati di scene inerenti al culto dei morti.

### Sale XV e XVI
Frammenti di affreschi provenienti da Cnosso, Tyliso, Pseira.
Tra gli affreschi ritrovati a Cnosso spiccano:
- La Parigina, affresco così denominato da Arthur Evans, raffigurante una giovane sacerdotessa
- L'uccello azzurro.
- La scimmia che raccoglie fiori di croco.
- L'ufficiale della guardia dei Mori.
- La danzatrice, affresco proveniente dagli appartamenti della regina.

### Sala XVII
La sala XVII ospita la collezione Giamalakis assai varia, acquisita dallo stato greco nel 1962. Notevole una tavoletta fittile raffigurante il santuario rotondo.

### Sala XVIII
Collezioni dal periodo arcaico fino all'epoca romana. I reperti esposti nelle vetrine 191 - 195 provengono dagli scavi di Gortina, Praiso, Arkades, Paleocastro e Priniàs.
Nelle vetrine 195, 198, 203 sono esposti oggetti in bronzo provenienti dal tempio di Zeus ad Amnisò, dalla grotta Psichros, dalla caverna del monte Ida, da Tyliso e da Axò.